# Sascha Priester
Sascha Priester (* 10. April 1972 in Eggenfelden) ist ein deutscher Klassischer Archäologe, Historiker, Journalist und Manager.

## Leben
Sascha Priester studierte nach dem Abitur am humanistischen Hans-Carossa-Gymnasium in Landshut von 1992 bis 1997 Klassische Archäologie, Alte Geschichte und Provinzialrömische Archäologie in München und Köln. Nach seiner im Jahr 1998 veröffentlichten Magisterarbeit zu Mythenbildern an römischen Grabbauten forschte er im Rahmen eines mehrjährigen Aufenthalts am Deutschen Archäologischen Institut zu antiken Hochhäusern in Rom. Dabei standen unter anderem der archäologische Befund der Aracoeli-Insula am Kapitolshang, die Baureste unter der Kirche San Paolo alla Regola und die antiken Wohngebäude unter der Kirche Santi Giovanni e Paolo auf dem Caelius im Zentrum seiner Untersuchungen. Im Jahr 2001 promovierte Sascha Priester an der Universität zu Köln bei Henner von Hesberg. Ein Jahr später veröffentlichte er seine Dissertation zur Erforschung und Neubewertung von Architektur und Ausstattung der stadtrömischen insulae, im Vergleich mit Wohnbauten in Pompeji oder Ostia Antica sowie antiken epigraphischen und literarischen Quellen. Die Publikation erschien als Supplementband des Bullettino della Commissione Archeologica Comunale di Roma und wurde unter anderem von Pierre Gros rezensiert. Während seines Italienaufenthaltes arbeitete Sascha Priester in der Redaktion der archäologischen Fachpublikation Römische Mitteilungen. Zudem veröffentlichte er einen Aufsatz über das Excubitorium der VII. Vigilenkohorte, eine antike Feuerwehrkaserne im römischen Stadtteil Trastevere. 
Als Lehrbeauftragter für Klassische Archäologie führt Sascha Priester seit dem Jahr 2002 Lehrveranstaltungen an der Ludwig-Maximilians-Universität München durch. Seit 2016 lehrt er im Rahmen von Lehraufträgen auch am Institut für Klassische Archäologie der Universität Regensburg. Seine Forschungsgebiete sind stadtrömische Topographie, antike Skulptur und Ikonographie im römischen Sepulkralkontext sowie die Vermittlung von Archäologie, Geschichtsforschung und Wissenschaft in der Öffentlichkeit. Seit April 2022 ist Sascha Priester für das Römische Institut der Görres-Gesellschaft, das sich der Pflege der Wissenschaften und dem interdisziplinären Austausch in Rom widmet, als Referent für das Fachgebiet Archäologie zuständig. Sein aktueller wissenschaftlicher Schwerpunkt, an dem er als Habilitationsprojekt an der Universität Regensburg und in Rom arbeitet, ist die archäologische Erforschung des Ager Vaticanus.
Seit 2015 unterrichtet Sascha Priester an den Münchner Kunsthandwerkerschulen Bau- und Kunstgeschichte sowie medial-digitale Präsentationstechniken; von 2018 bis 2023 engagierte er sich dort auch als Projektkoordinator für das Erasmus+-Programm in München und Rom. Seit 2022 hält er regelmäßig Vorträge zu archäologischen Themen und Ausstellungsstücken im Rahmen der öffentlichen Veranstaltungsreihe "Antikes Duett", die vom Museum für Abgüsse Klassischer Bildwerke in Kooperation mit der Münchner Volkshochschule durchgeführt wird.
Ab 1997 schrieb Priester für das Geschichtsmagazin P.M. History, für das er ab 2002 als Redakteur und später als Leitender Redakteur arbeitete. Veröffentlichungen und redaktionelle Mitarbeit bei den Magazinen P.M. Fragen & Antworten, Geo Epoche, Stern und dem italienischen Focus Storia folgten. Ab 2007 war Sascha Priester Redaktionsleiter von P.M. History. 2008 und 2009 kamen zu seinem Verantwortungsbereich das Sonderheft P.M. History Special sowie das Wissensmagazin P.M. Perspektive (Teilauflage mit DVD) hinzu. Von 2010 bis Mitte 2012 war Sascha Priester Chefredakteur von P.M. History, P.M. Perspektive, P.M. Biografie sowie der von ihm begründeten Sonderhefte P.M. History Special und P.M. History Collection. Die von ihm Print wie Online betreuten Wissenstitel und Medienmarken der P.M.-Gruppe wurden im Verlagshaus Gruner + Jahr in der Verlagsgruppe München redaktionell erstellt und veröffentlicht. In Zusammenarbeit mit dem dtv konzipierte er von 2004 bis 2007 die Buchreihe Geschichten zur Geschichte und präsentierte dabei ausgewählte Beiträge von P.M. History-Autoren im Taschenbuchformat. In Kooperation mit der audio media verlag GmbH veröffentlichte er 2009 und 2010 mit Unsere großen Momente. Deutsche Geschichte von 1945 bis heute und Das Alte Ägypten zwei P.M. History-Hörbücher als CD-Boxsets, bei denen Sascha Priester neben Christian Baumann, Walter von Hauff und Gert Heidenreich auch als Sprecher in Erscheinung trat.
Sascha Priester ist Wissenschaftlicher Beirat des Pay-TV-Senders HISTORY. Für die Verleihung des HISTORY-Awards, der sich mit einem Aufruf zu multimedialen Geschichtsprojekten an Schülerinnen und Schüler richtet, engagiert er sich als Mitglied der Jury und als deren Sprecher, unter anderem zu den Themen „Mauerfall“ (2009), „Mensch und Umwelt. Eine Beziehung mit Geschichte“ (2012) und „Ein kleiner Schritt für Dich, ein riesiger Sprung für die Menschheit“ (2019). Daneben tritt er in Print, Hörfunk, TV und Internet als Ansprechpartner zu historischen Themen und Fragestellungen auf. Zu geschichtlichen, politischen oder musisch-kulturellen Aspekten verfasst Sascha Priester auch als Autor Artikel, Bücher und Interviews (u. a. mit Luigi Coppa, Hans Hass, Max Mannheimer, Wolfgang Niedecken, Thilo Sarrazin und Katharina Wagner). In der dreiteiligen Dokumentarfilmreihe Guardians of Heritage – Hüter der Geschichte wurden im Jahr 2017 Menschen und Projekte vorgestellt, die sich für den Schutz oder die Wiederherstellung von Kulturgut sowie das kulturelle Welterbe einsetzen; Sascha Priester erläuterte als HISTORY-Experte in einer mehrteiligen Online-Video-Reihe Begriffe und Zusammenhänge dieser Themen. Für die siebenteilige TV-Doku-Reihe History's Greatest Mysteries, die im Jahr 2021 im deutschsprachigen Raum startete, von Laurence Fishburne präsentiert wurde und neue Erkenntnisse zu berühmten historischen Ereignissen vorstellte, ging Sascha Priester unter anderem auf den Untergang der Titanic ein. Dabei beleuchtete er die Rolle des Mythos bei unserer Vorstellung von dieser Katastrophe, die in der Literatur, von der bildenden Kunst über Hollywood-Verfilmungen wie Titanic bis zur Musik von Bob Dylan in Songs wie Desolation Row oder Tempest weitererzählt und auch umgedeutet wurde.
Sascha Priester ist redaktionell, konzeptionell und in beratender Funktion in der freien Wirtschaft tätig. Unter anderem arbeitete er von 2016 bis 2018 als Leiter Public Relations und Marketing für die Wirtschafts- und Strategieberatung (wbpr), die von Dietrich von Gumppenberg gegründet und geleitet wurde. Für die TDT AG, die ein Entwickler und Hersteller von Gesamtlösungen und Produkten in den Bereichen Telekommunikation und Netzwerktechnik ist, leitet Sascha Priester seit 2019 den Bereich Corporate Communications. Das Unternehmen bietet unter anderem Router, Konzentratoren, VPN-Systeme, VoIP-Telefonie-Anlagen, Netzwerkmanagement, Ticketing sowie Support für geschäftliche und öffentliche Abnehmer an. Seit Sommer 2022 verantwortet Sascha Priester als Vorstand im Unternehmen die Bereiche Finanzen und Unternehmenskommunikation.

## Publikationen (Auswahl)
- Mythenbild und Grabbau. Alkestis, Orest und die Bilderwelt der römischen Nekropole von Sempeter. In: Kölner Jahrbuch für Vorgeschichte und Frühgeschichte. Band 31, 1998, S. 7–41 (Magisterarbeit).
- mit Maria Cristina Molinari: L‘ Excubitorium della VII Coorte a Trastevere (Roma): Nuova analisi delle fonti manoscritte e di quelle edite. In: Rendiconti della Accademia Nazionale dei Lincei. Ser. 9 Band 10, 1999, S. 523–573 (Digitalisat).
- Ad summas tegulas. Untersuchungen zu vielgeschossigen Gebäudeblöcken mit Wohneinheiten und insulae im kaiserzeitlichen Rom. „L’Erma“ di Bretschneider, Rom 2002 (Dissertation).
- mit Tobias Bitterer: Archäologie. Medien und Unterricht. Wo wir im Alltag auf Spartacus & Co. treffen. Open Access LMU, München 2014.
- Von Angesicht zu Angesicht: Gedanken zum Porträt und seinem Betrachter unter dem Dach der Athena, in: F. S. Knauß (Hrsg.), Unter dem Dach der Athena (Ausstellungskatalog der Glyptothek München 2018) S. 8–17.
- Antike Autoren, höhere Mächte und der Name Vatikan. Auf der Suche nach dem Gott Vaticanus. In: Römische Quartalschrift. Band 117, Heft 3–4, 2022, S. 155–166.